# Černolupen krvavý
Černolupen krvavý (Melanophyllum haematospermum), jinak také bedla krvavá, je poměrně vzácný druh houby z čeledi pečárkovité (Agaricaceae). V Červeném seznamu hub České republiky je druh uveden jako téměř ohrožený.

## Znaky
Klobouk dorůstá v průměru 1–5 cm, zpočátku má kuželovitý, později polokulovitý až zvoncovitý tvar, ve stáří je klobouk plošně rozložený, s tupým hrbolkem ve svém středu. Suchá pokožka se zrnitě moučnatým povlakem během stárnutí postupně lysá. U dospělých plodnic přítomny po obvodu klobouku zbytky závoje. Barevně pokožky přechází ze špinavě šedohnědé k tmavě černohnědé. 
Lupeny vyklenuté, výrazně karmínové, ve stáří takřka černé, ke třeni úzce připojené, na klobouku hustě uspořádané. Výtrusný prach je v mládí olivově šedý, později načervenalý.
Třeň je válcovitý, 20–45 mm dlouhý, 2–5 mm tlustý, zbarvený stejně jako klobouk, u země pokrytý zrnitým povlakem. Na třeni pomíjivý prsten stejné struktury jako klobouková pokožka.
Dužnina tenká, bělavá, poškozením červená. Vůně popisována jako silně ovocná, jinde dokonce jako ředkvičková. Chuťově je houba nevýrazná.

## Užití
Nejedlý druh.

## Ekologie
Od července do října roste černolupen krvavý zejména ve vlhkých, nížinných oblastech s úrodnými půdami, typicky tedy např. v lužních či suťových lesích, na mokrých požářištích, zahradách, rumištích a okrajích cest. Často nalézány na tlejícím listí nebo pod vysokými rostlinami (např. v kopřivových porostech), ze stromů pak typicky pod olšemi, duby a buky. Výskyt je možný jednotlivě, ve skupinkách či trsech.

## Rozšíření
Velmi roztroušeně druh roste po celé Evropě, místy i v Austrálii, Číně, Severní Americe a na Novém Zélandu.

## Galerie

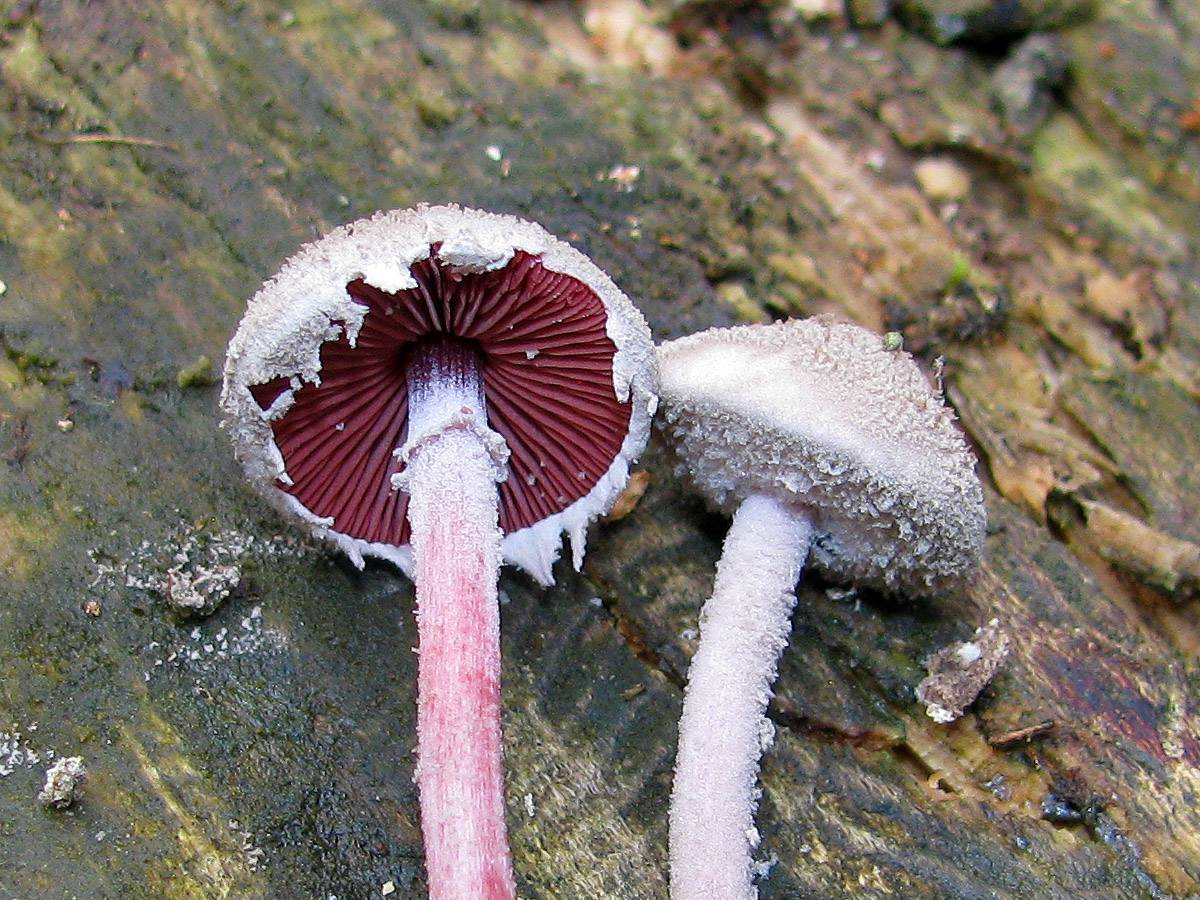
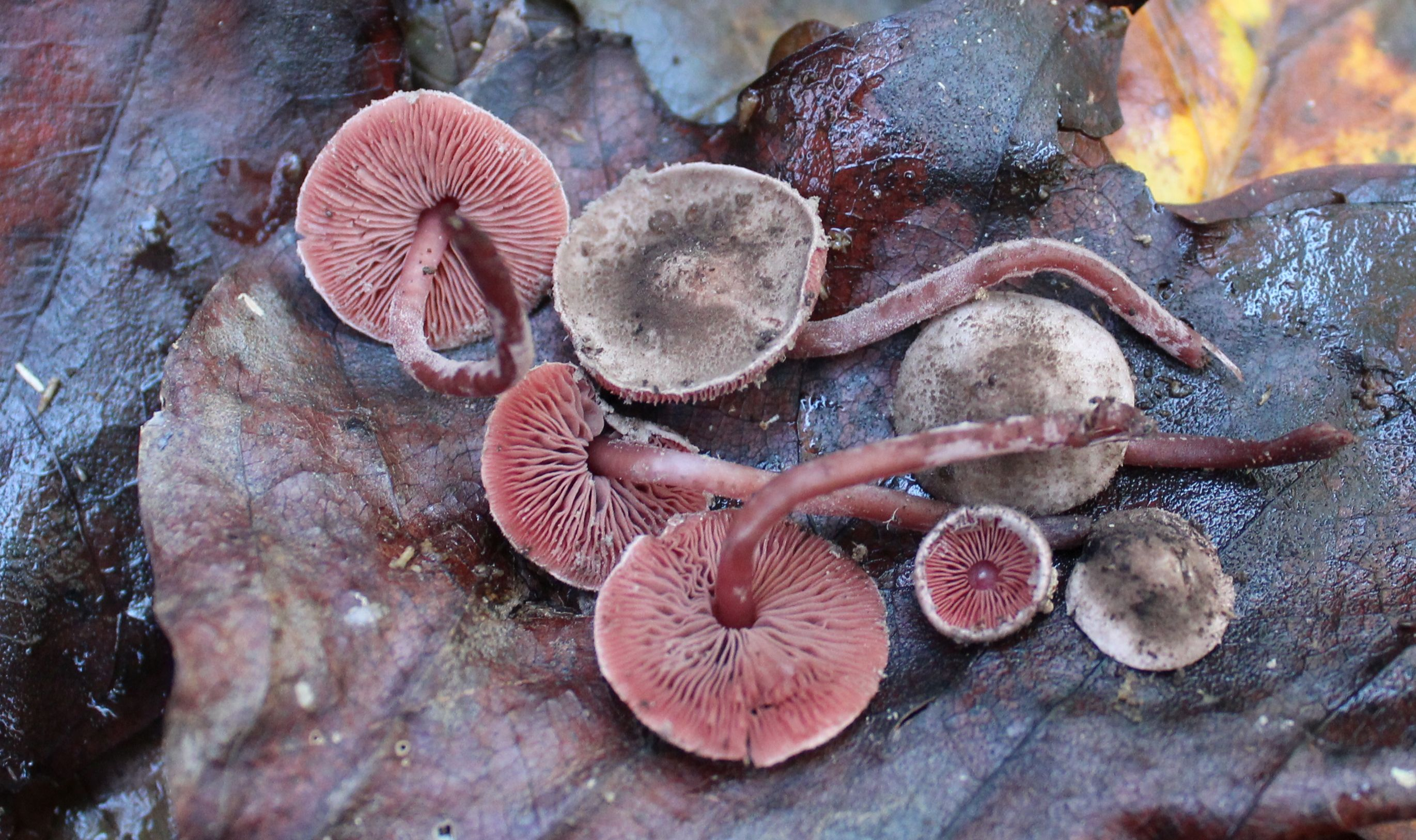
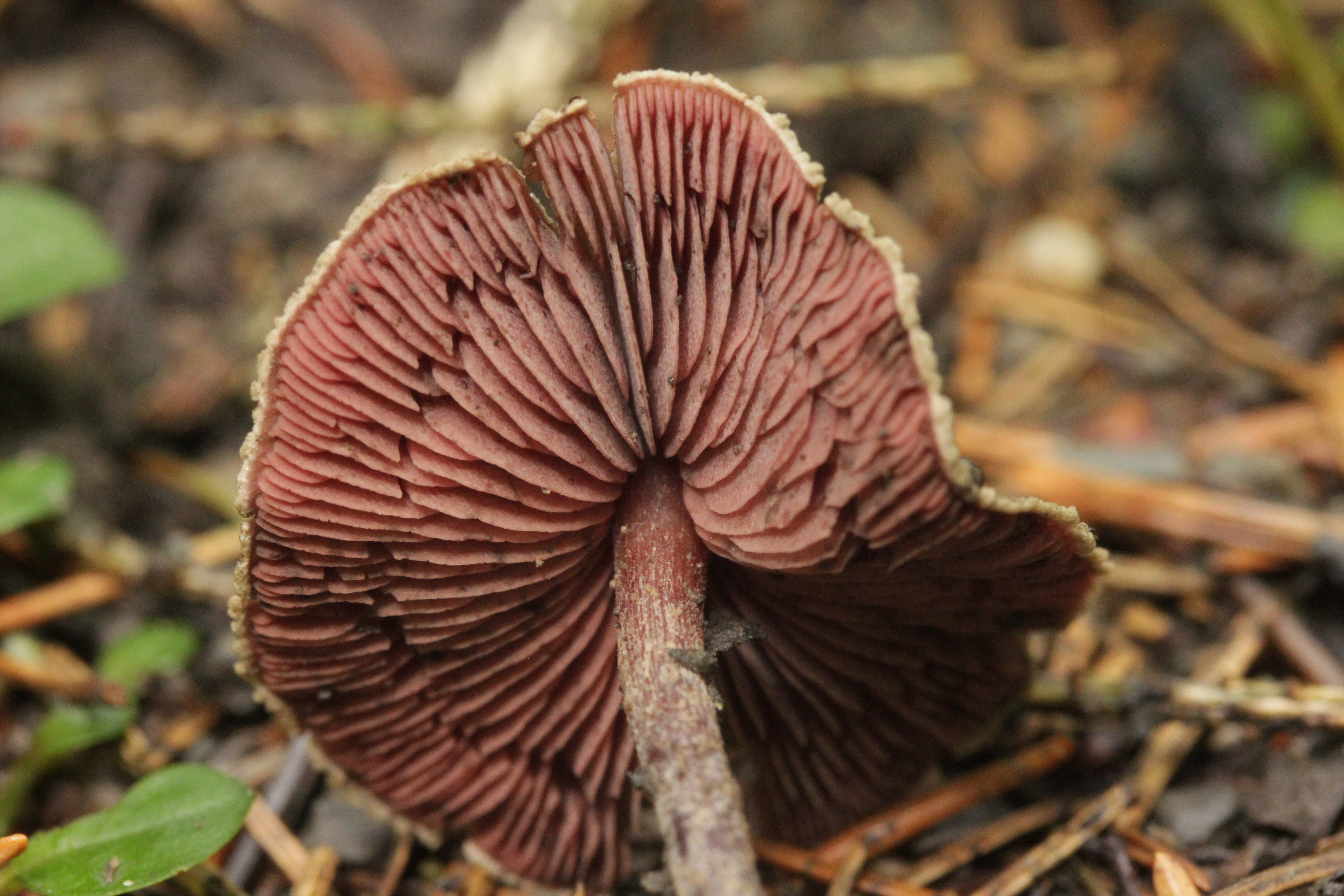
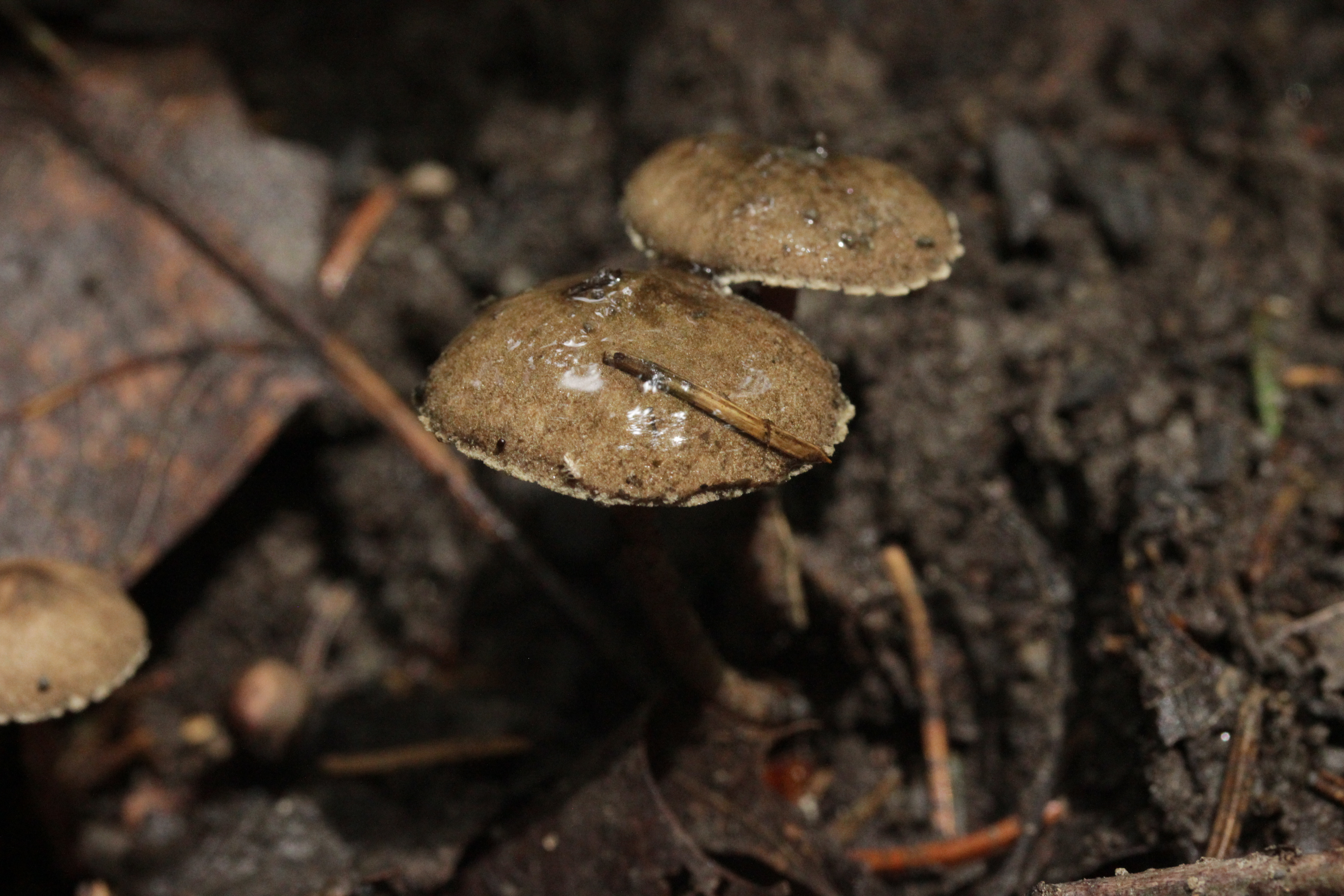

## Možnost záměny
- Černolupen zelený (Melanophyllum eyrei) – liší se modrozelenými lupeny[4]